# Johann Joseph von Trautson
Johann Joseph von Trautson (ur. 27 lipca 1704 w Wiedniu, zm. 10 marca 1757 tamże) – austriacki duchowny katolicki, arcybiskup Wiednia, kardynał.
Pochodził z arystokratycznego rodu. Święcenia kapłańskie przyjął 26 września 1728. 7 grudnia 1750 został wybrany biskupem koadiutorem Wiednia i biskupem tytularnym Kartaginy. 25 grudnia 1750 w Wiedniu przyjął sakrę z rąk kardynała Sigismunda von Kollonitscha. 12 kwietnia 1751 objął stołeczną metropolię, na której pozostał już do śmierci. 5 kwietnia 1756 Benedykt XIV wyniósł go do godności kardynalskiej.